# آبل ۲۶۲
آبل ۲۶۲ یک خوشه کهکشانی در فهرست ابل است که بخشی از ابرخوشه پرسئوس گاو، یکی از بزرگترین ساختارهای شناخته شده در جهان است. گرچه کهکشان مرکزی آن، ان‌جی‌سی ۷۰۸، یک کهکشان غول پیکر cD است، اما بیشتر کهکشان‌های روشن آن مارپیچ هستند، که برای یک خوشه کهکشان غیرمعمول است. با تقریباً ۲۰۰ عضو، یک خوشه نسبتاً کوچک است.